# Барска река (локалитет)
Барска река је локалитет у режиму заштите I степена површине 82,05ha, простире се између речног корита (1.350 м.н.в) и развођа на Хајдучкој чуки (1.600 м.н.в.) у западном делу Копаоника (Равни Копаоник), на десној долинској страни Барске реке.
Терен карактерише велики број извора, мноштво мањих и већих бара, мочвара и влажних удолина. Основа одлика локалитете је мозаично смењивање биљних заједница које су хидролошки и орографски условљене. Од гребена Бабиног гроба према западу, шумске заједнице се смењују на малим растојањима. Карактеристично је вертикално смењивање вегетације од смрчевих шума (Piceetum exelsae) шума букве и смрче, шума смрче, букве и јеле до чистих букових шума (Fagetum montanum), које се преплићу са шумама букве и јеле. Присутне су две субасоцијације ове шумске заједнице: luzuletosum и festucetosum drymeiae.